# Хищник (вымышленная раса)
Хищник (англ. Predator) — вымышленный инопланетянин из научно-фантастической одноимённой франшизы, также включающей в себя компьютерные игры, игровые автоматы, аттракционы, игрушки, комиксы и книги. Также один из главных персонажей в медиафраншизе-кроссовере «Чужой против Хищника»
В художественных фильмах у пришельцев нет названия, но в книгах и комиксах по франшизе их называют Яутжа или «Хиш» (сокращение от их самоназвания Хиш-ку-тен по версии издательства Dark Horse). Также в компьютерной игре Predator: Hunting Grounds встречаются оба этих названия, причем Хиш-ку-тен это название Хищников в древности, а яутжа — современное. Известны тем, что ради спортивного интереса охотятся на другие виды существ. В процессе охоты Хищники добывают так называемые трофеи, которыми являются черепа и кости существ.

## История и визуализация образа
Персонаж впервые введён в 1987 году как главный антагонист в фильме «Хищник», а дальнейшие члены вида последовательно вводились в сиквеле, многочисленных романах, видеоиграх, книгах комиксов и т. н. кроссоверах серии «Чужой против Хищника». Пока не было выбрано окончательное название вида в фильме, в создаваемой вымышленной вселенной использовались имена Yautja и Hish.
Образ Хищников придумали братья Джим и Джон Томас. Персонажи изображаются как крупные разумные гуманоиды, обладающие передовыми технологиями, такими как активный камуфляж и энергетическое оружие, а также владеющие возможностью совершать межзвёздные полёты на своих кораблях. Одним из неизменных атрибутов Хищника является специальная маска, которая помогает в обнаружении потенциальных жертв (для людей — инфракрасное зрение, для Чужих — режим, настроенный на подсвечивание крови-кислоты).
Однако, концепция Хищника, видимо, позаимствована из малобюджетного фильма «Предостережение» (1980, реж. Грейдон Кларк), с той лишь разницей, что там пришелец был более похож на «марсианина» — популярным в 70-х годах образом фантастики — высокий гуманоид с зелёной кожей и большими глазами.
В фильме «Хищник» для роли пришельца-охотника хотели пригласить Жан-Клода Ван Дамма, поскольку Ван Дамм, используя своё мастерство боевых искусств, сделал бы пришельца ловким, быстрым, подобным ниндзя охотником. Но когда стали сравнивать Шварценеггера с Ван Даммом, последний слишком проигрывал Шварценеггеру в росте и телосложении, и стало понятно, что для создания более угрожающего образа пришельца нужен был гораздо более габаритный актёр. Кроме того, как утверждал Джесси Вентура в автобиографии, Ван Дамм даже побил каскадёра из съёмочной группы. Поэтому от Ван Дамма отказались, и в итоге роль Хищника исполнил актёр Кевин Питер Холл. По другой версии, Ван Дамм был просто недоволен ролью неуказанного в титрах исполнителя спецэффектов, который весь фильм вынужден ходить в жарком костюме и маске, и покинул проект через 2 дня после начала съёмок.
Хищник был сначала разработан как существо с длинной шеей, собакоподобной головой и мандибулами. Но этот проект был заброшен после того, как стало ясно, что снимать в джунглях с таким комплексным проектом будет сложно. В интервью Стэн Уинстон упомянул, что идею с нижней челюстью (мандибулами) Хищника подал Джеймс Кэмерон.
Дизайнер существ Григорий Никотеро использовал гиен в качестве основы для телосложения существ, в то время как шипы были добавлены позже Крисом Оливией.

## История внутри вселенной
В древности раса Хищников была порабощена жестокой расой аменджи (образ которых явно вдохновлен ранним дизайном Хищника) и получила свободу когда Хиш-ку-тен Кааил поднял восстание, в ходе которого уже сами аменджи оказались порабощены. После этого Хищники получив технологии аменджи стали путешествовать по космосу.
В ходе этих путешествий Хищники неизвестным образом столкнулись с Чужими, после чего под руководством Хищника впоследствии известного как Прародитель одержали над ними победу. Первая из королев Чужих была похоронена вместе с Прародителем на планете впоследствии получившей обозначение BG-386.
Также Хищники обнаружили Землю, где научили людей искусству строительства, а люди взамен поклонялись им как Богам. Каждые сто лет Хищники возвращались на Землю чтобы устроить обряд инициации заключающийся в сражении группы Хищников со специально выращенными Чужими. Но однажды твари вырвались на свободу, буквально заполонив улицы города и Хищники были вынуждены уничтожить созданную ими цивилизацию.
После Хищники неоднократно посещали Землю, охотясь уже на людей.
В 1987 году группа наемников под руководством Алана «Голландца» Шеффера получила контракт на спасение заложников из повстанческого лагеря расположенного в Вальверде. Вся группа была уничтожена одиноким Хищником. Выжившему Шефферу удается смертельно ранить пришельца, который активирует устройство самоуничтожения. Шефферу удается выжить.
В 1997 году молодой Хищник впоследствии известный как Городской Охотник вмешивается в войну мафиозных группировок в Лос-Анджелесе, убивая одного за другим влиятельных членов этих банд, пока не оказывается убит полицейским Майком Харриганом.
В 2004 году группа археологов под руководством основателя компании «Вейланд Индастриз» Чарльза Бишопа Вейланда ведомая проводником Алексой Вудс находят во льдах острова Бувье пирамиду в которой заключена Королева Чужих. Также на Землю в рамках обряда инициации прибывают трое Хищников. Вырвавшиеся на свободу Чужие убивают большую часть людей и двух Хищников, а третий оказывается заражен эмбрионом Чужого. В итоге Вудс и последний Хищник объединяются и взрывают пирамиду убивая всех Чужих кроме Королевы. Вырвавшаяся Королева убивает Хищника, но Алексе удается утопить её. Хищники забирают тело своего павшего собрата и улетают.
Спустя несколько часов из тела погибшего Хищника вырывается Предалиен, который проникает на отстыковывающийся от материнского корабля разведывательный корабль, последовательно убивая всю команду и провоцируя падение корабля на Землю в окрестностях графства Ганнисон в Колорадо. Последний выживший Хищник за секунды до смерти успевает отправить сигнал бедствия на родную планету, следуя которому на Землю прибывает Хищник-ветеран, целью которого является уничтожение Чужих, поскольку Предалиен уже успел переродиться в Преторианца — будущую Королеву. Будучи смертельно раненным, Хищнику удается вырвать язык-яйцеклад Предалиена и пронзить его голову своими ножами. Город и все оставшиеся Чужие были уничтожены атомной бомбой.
В 2010 году группа Хищников известная как Супер-Хищники похищают по всей Земле нескольких опасных людей и отвозят их на планету-заповедник, где охотятся на них. Выжить удается только наемнику Ройсу и снайперу Изабель. Впоследствии Ройс захватывает корабль Хищников желая ещё раз встретиться с ними, а Изабель отправляет на Землю на другом корабле.
В 2018 году загадочный Хищник-предатель отправляется на Землю с целью передать людям технологию под названием «Убийца Хищников». Его преследует и впоследствии убивает Хищник-ассасин. Однако он и сам оказывается убит, а «Убийца Хищников» несмотря на все его старания попадает в руки к людям.

## Описание и характеристика
Хищники — это двуногие прямоходящие гуманоиды. Рост взрослой особи составляет примерно от 200 см до 250 см, вес ~150—200 кг. Форма тела близка к человеческой. Большую часть их массы составляют мускулы и лишь очень малое количество жира, что объясняется их образом жизни и, следовательно, необходимостью поддерживать отличную физическую форму. Цвет кожи, напоминающей крапчатую чешуйчатую кожу рептилий, как правило, бледно-жёлтый или тёмно-зелёный с чёрными пятнами (но бывают и исключения, вроде Берсеркера), глубоко посаженные глаза также, в зависимости от цвета кожи, зелёные или жёлтые. Руки пятипалые, ступни — четырёх, на пальцах находятся острые длинные когти. Лицо (или морда) Хищников имеет черты рептилий и насекомых. На лице отсутствуют ноздри или подобные отверстия для дыхания, но в фильмах явно продемонстрировано что дышат Хищники ртом, в том числе с помощью специальной маски. Хищники имеют сложный ротовой аппарат, имеющий 4 внешние челюсти: верхние — мандибулы или хелицеры и нижние — максиллы, почти как у земных насекомых (жвалы членистоногих). За жвалами скрыто ротовое отверстие с нижней и верхней челюстями, таковыми, как у человека и прочих земных позвоночных. На внутренних челюстях есть немного острых зубов. Неизвестно, как работает ротовой аппарат во время приема пищи, так как в фильмах нигде это не показано. Несмотря на некоторое внешнее сходство с рептилиями, существа, подобно синапсидам теплокровны, что показано в фильмах, когда Хищник смотрит в тепловом режиме на свои руки или сородичей. Волосяной покров представляет собой короткую жёсткую щетину на некоторых участках тела, также присутствуют рецепторы, напоминающие дреды, также в некоторых источниках сказано, что в этих отростках находятся важные нервные окончания (так, в комиксе «Predator: Strange Roux» человек при выстреле отстрелил Хищнику несколько прядей, что послужило причиной сильного кровотечения). Внешний вид и комплекция Хищников может различаться в зависимости от принадлежности к тому или иному подвиду. Кровь Хищника имеет фосфоресцирующий люминесцентно-зелёный цвет. Хищники предпочитают высокие температуры и влажность, атмосферу, богатую азотом. Не вполне ясно, пригодна ли им для дыхания земная атмосфера, но Хищники способны выживать в ней какое-то время без маски. Возможно какие-то компоненты вредны для дыхания, но к отравлению Хищника это не приводило, по крайней мере за короткое время, показанное в фильмах. Очевидно, плотоядны: их пищевые привычки упомянуты в фильме «Хищник 2», где сказано, что существо регулярно посещает скотобойню на Земле, предпочитая говядину. Физически Хищники гораздо сильнее, быстрее и ловчее любого человека-спортсмена и тяжелоатлета. Обладают молниеносными рефлексами. Продолжительность жизни по некоторым источникам составляет около трёхсот лет Однако существуют и опровержения этого факта. В комиксе-приквеле фильма «Хищник 2», действие которого происходит в первой половине XVIII века и который объясняет историю кремнёвого пистолета подаренного Старейшиной герою Дэнни Гловера, Старейшина показан уже взрослым и опытным охотником, хотя разрыв во времени превышает указанные сроки.

## Технологии
Технологии Хищников уникальны во многих аспектах и опережают человеческие на многие века. По крайней мере, в одном типе оружия Хищник использует металл, являющийся ещё не открытым элементом в Периодической таблице, а также некоторые виды холодного оружия (такие как их длинные ножи, двухсторонние копья и сюрикены) стойки к сильнейшей кислоте, входящей в состав крови Чужих (массовому производству всего холодного оружия с такими же характеристиками очевидно мешает труднодоступность материалов, необходимых для изготовления оружия, стойкого к кислоте, либо же дело в ранге самого Хищника — к примеру, Хищник Волк спокойно сражается с Предалиеном своими сдвоенными лезвиями и без последствий для них протыкает ему ими голову). В фильме «Хищник» 2018 года показано, что их корабли используют технологию «червоточин» для дальних полетов в космосе.
Свои технологии Хищники получили после изучения технологий их бывших хозяев из расы аменджи.

### Вооружение
В экипировку Хищника могут входить:
- Хищники носят на правой руке[2], сдвоенные[6][8][9][13] или одинарные[6][10] боевые лезвия, зазубренные с наружной и остро заточенные с внутренней стороны. Согласно книге Стива и Стефани Перри «Чужой против Хищникаː Добыча» на языке самих Хищников эти лезвия называются Ки’чти-па. При необходимости возможно установить их на двух руках[6], вставить дополнительные[6], удлинять (в форме меча)[6], метать[6] поворачивать[6], раздвигать (для фиксации жертвы, не убивая её)[13], приводить в боевое положение или прятать (возможно, движением кисти руки или мысленной командой). Удар такими лезвиями практически не оставляет жертве шансов выжить, поскольку они мало того, что зазубрены, но ещё и остры, как бритва, а значит оставляют не только колотые или резаные, но ещё и глубокие рваные раны. В игре Чужой против Хищника (2010) Хищник-протагонист носит лезвия на обеих руках.
- Метательный диск, преимущественно ультразвуковое оружие режущая кромка которого генерирует разрушительные микроимпульсы, в подтверждение этому в фильме «Хищник 2» показано что орудие режет объекты без температуры, но при этом создает аэродинамические волны как в битве на корабле пришельцев в «Хищник 2» (тело агента Киза вытекло после перерубания, туши мяса не подгорали), кроме того, диск обладает аэродинамическими свойствами бумеранга, на боках диска находятся одинарные острые лезвия[2][6][8][9].
- Плазменная пушка, оснащённая лазерным целеуказателем и системой поиска цели (встроено в маску)[2]. Высокая точность, дальнобойность и скорострельность[6][8][10][13]. Размещается на небольшой наплечной турели и управляется с маски; также можно установить и две пушки, по одной за каждым плечом[9].
- Телескопическое копьё. В сложенном состоянии занимает около полуметра, в боевом — почти три. Может использоваться для метания или для ближнего боя, а также для блокирования ударов противника.
- Метательная глефа — логическое продолжение метательного диска, отличается наличием нескольких серпообразных лезвий (выдвигаются в боевом положении и складываются при переноске) и способностью вращаться в полёте, увеличивая наносимый урон[6][9].
- Сеткомёт — стреляет сетью из сверхпрочных нитей, стягивающейся при сопротивлении жертвы; при стягивании сеть легко впивается в плоть и может просто нашинковать существо. Сеть заряжается в специальный пистолет, встроенный в блок с мини-компьютером на левой руке или с ножами на правой. Также этот пистолет можно носить в руке[2][6][8].
- Дротикомёт — стреляет сверхлёгкими дротиками с раздвоенным отравленным наконечником[2]. Встроен в блок с ножами[8].
- Болтер — стреляет наводящимися по лазерному целеуказателю болтами. В магазине три болта (по числу лучей целеуказателя)[14].
- Наручный щит — встроенный в левый наруч веерный щит с острыми краями. Может использоваться и как средство защиты, и как оружие. В официальных фильмах это оружие использовалось только в фильме «Добыча», но полностью аналогичное оружие появилось задолго до его выхода в фанатском фильме «Alien vs Predatorː Redemption». Неизвестно, является это совпадением или нет.
- Восьмизарядный[11] гранатомет — наручное энергетическое оружие. Оружие не имеет целеуказателя, встроено в блок с мини-компьютером на левой руке[8].
- Наручная пушка — установленная на левой руке плазменная пушка, аналогичная наплечной, но не имеющая самонаведения. Способ управления неизвестен, возможно подключена к нервной системе. В фильмах это оружие использовал только Хищник-Гибрид, но похожее оружие появлялось ранее в неканонической игре Aliens vs Predator 2ː Primal Hunt.
- Кнут с шипами — длинный кнут, состоящий из множества металлических режущих сегментов. При обматывании его вокруг противника разрезает последнего на части[9]..
- Метатель наручных лезвий на правой руке, встроенный в блок с этими лезвиями[6][10].
- Источник питания, для наручного компьютера, маски (у пушки видимо предусмотрен свой, отдельный источник питания, возможно смонтированный в основании наплечной турели), расположенный под мини-компьютером на левой руке. Введение в компьютер определённой последовательности команд запускает обратный отсчёт, во время которого источник перегружается и, спустя некоторое время, детонирует, что наводит на мысль о том, что в источнике питания (чем бы он ни был) используется материал являющийся весьма нестабильным в определённых условиях. Функция самоуничтожения активируется Хищником либо для самоподрыва в случае неудачной охоты[6][13], либо отстёгивается и используется как взрывчатка с таймером[6]. По мощности похоже на взрыв маломощной нейтронной бомбы[2]. Однако даже после применения в качестве отстёгивающейся бомбы с таймером системы, встроенные в доспехи Хищника, всё равно остаются работоспособными, и это наводит на мысль[кого?], что в доспехах предусмотрено дублирование управляющих цепей; либо оборудование доспехов работает не на полупроводниках, а, например, на не боящихся электромагнитных импульсов миниатюрных радиолампах.
- Плазменный пистолет. Нестандартное оружие — изготовлен Хищником-чистильщиком из двух повреждённых наплечных пушек в полевых условиях. Стреляет зарядами плазмы на короткое расстояние, но зато по большой площади[2][9]. Требует некоторых усилий, чтобы запустить процесс перезарядки и небольшого времени, нужного чтобы источник питания пушки перезарядился. Также, плазменные пистолеты иной конструкции появлялись в играх «Aliens vs Predator», «Aliens vs Predator 2» и «Predator: Hunting Grounds».
- Лазерные ловушки. Крепятся на стену, создавая сеть лазерных лучей, перегораживающих ход и разрезающих всё, что пытается пройти сквозь них. Активируются Хищником дистанционно с компьютера на руке, а также регулируются и управляются с помощью маски, также служат средством выявления «жертвы»[9].
- Практически невидимая нить, используемая в качестве петли для удушения[6].
- Различные капканы, ловушки[10] и мины.
- Длинный охотничий нож с зазубренным лезвием, обычно носимый в ножнах, прикреплённых к поножи на правой или на левой ноге. Может использоваться как запасное холодное оружие или для разделки жертв (в фильме «Чужой против Хищника» хищник Шрам использовал такой нож, чтобы разделать тушу убитого Алексой Вудс Чужого, и из частей его тела соорудить для неё примитивное оружие).

### Снаряжение и экипировка
- Мини-компьютер, крепящийся на левой руке. Является одним из важнейших элементов экипировки, имеет множество функций: управление маской[8] и частью вооружения[9], навигация[6], слежение[6][9], химический анализатор[9], управление автопилотом космического корабля, управление маскировкой[10] и т. д. Под компьютером находится управляемое взрывное устройство (см. раздел «Оружие»).
- Маска способна не только выполнять функции респиратора, но и давать носителю возможность тепловидения[8][10][13], а также некое «электровидение», показывающее человеческие изобретения и наэлектризованные тела Чужих[6][9]. Кроме того, доступны другие режимы, в их числе режим «следопыт», основанный на данных от химического анализатора[9]. В маску встроен ЛЦУ и система поиска цели для плазмомёта и болтера (см. раздел «Оружие»). При наличии двух плазмомётов становится доступен режим раздельного прицеливания (по одной цели для каждого плазмомёта)[9]. Кроме того, в комплект маски входит записывающее устройство (своего рода «чёрный ящик»)[9].
- Маскировочное устройство (встроено в наручный мини-компьютер)[13], которое делает Хищника практически невидимым. Оружие в руках охотника продолжает быть видимым. Не работает в воде[2][6][8][9][10][13]. Как и другие версии невидимых устройств, их можно поймать и потом узнать где находится замаскированный объект.
- Набор первой помощи, в который входят анестетики, обеззараживающие, кровоостанавливающие препараты, хирургические инструменты и т. д[8][13].
- Нательная сетка, которая служит для подогрева тела и крепления оружия и брони[2][6][8][9][10][13].
- Бронированные пластины, защищающие только жизненно-важные органы. Материал доспехов невероятно лёгок и прочен[2][6][8][9][10][13].
- Специальный растворитель, который при попадании на биологическую ткань полностью её разлагает, не оставляя следов ни от раствора, ни от тела. При добавлении в воду превращает её в раствор[9].
- Охотничьи животные для загона жертв[10].
- Робот-сокол для отслеживания жертв[10].

## Критика и отзывы
- Передача «Страшно интересно» поставила Хищника на третье место среди самых опасных монстров виртуального мира[15].

## Влияние на реальный мир
Род бразильских пауков Predatoroonops был назван в честь пришельца за то, что хелицеры самцов похожи на аналогичные у инопланетянина. Все 17 видов также имеют названия, связанные с фильмом — имена персонажей, актёров, создателей фильма, название вымышленной страны, где происходит действие фильма (Вальверде) и самоназвание Хищников в расширенной вселенной (яутжа).